# Ove Sernhede
Bengt Ove Sernhede, född 23 november 1951 i Göteborg, är en svensk samhälls- och kultuforskare. Han är professor i socialt arbete och barn- och ungdomsvetenskap vid Göteborgs universitet, sedan 2013 vid institutionen för pedagogik, kommunikation och lärande.
Ove Sernhede studerade under 1970-talet historia, sociologi och vetenskapsteori och utbildade sig också till socionom. Han antogs som doktorand i sociologi 1978 och har sedan första halvan av 1980-talet varit inbegripen i forskning om ungdomskultur, under senare tid med fokus på segregationens konsekvenser för förortens unga. Han utbildade sig till psykoterapeut på Göteborgs Psykoterapi Institut (GPI) och examinerades där 1992. Han disputerade 1995, med avhandlingen Modernitet, adolescens och kulturella uttryck. Under andra halvan av 1990-talet kom fokus i forskningen att ligga på ungdomskulturens relation till afro-amerikansk kultur. Han skapade 1997 Forum för Studier av SamtidsKultur (FSSK), en tvärfakultativ forskningsverksamhet som utmärktes av intresset för ungdomsforskning. Mellan 2000 och 2010 var han föreståndare för den tvärfakultativa satsningen Centrum för Kulturstudier vid humanistiska fakulteten. Han blev professor i socialt arbete 2005. Han var 2009–2011 gästprofessor i barn- och ungdomsvetenskap vid Malmö högskola. Han har också varit föreståndare för Centrum för Urbana Studier i Hammarkullen, ett samarbete mellan Göteborgs universitet och Chalmers. Sedan 2013 är han också knuten till Utbildni-ngsvetenskapliga fakulteten vid Göteborgs universitet.